# Albristhore
L'Albristhore, ou Albristhorn, est un sommet des Alpes bernoises, en Suisse, situé dans le canton de Berne, qui culmine à 2 762 m d'altitude. Il surplombe, à l'est, le village d'Adelboden et, à l'ouest, le Haut-Simmental et le village de Lenk im Simmental.